# KO-D無差別級王座
KO-D無差別級王座 (ケー・オー-ディーむさべつきゅうおうざ) は、DDTプロレスリングが管理、認定している王座。「KO-D」は「King of DDT」の略。

## 歴史
2000年4月19日、DDTプロレスリング北沢タウンホール大会で行われた初代王座決定戦に勝利した折原昌夫が初代王者になった。
対戦者間の合意があればルールが変わる場合もある。独自のシステムとして後述の「いつでもどこでも挑戦権」がある。また、「KING OF DDTトーナメント」の優勝者に挑戦権が与えられている。なお、2010年から2018年まで「DDTドラマティック総選挙（旧：DDT48総選挙）」と呼ばれる「AKB48選抜総選挙」をモデルにしたイベントで1位と2位（DDT48総選挙時代は1位のみ）に入った選手に挑戦権が与えられていた。

## いつでもどこでも挑戦権
「いつでもどこでも挑戦権」を獲得した選手は定められた期間内に行使すると、選手権試合をセッティングできる状況下であれば時間及び場所を問わずタイトルに挑戦することができる (ただし、既に決定した選手権試合が組まれている場合はそちらが優先される) 。この挑戦権は適宜ロイヤルランブル形式で争われる。過去にはタッグ王座でも導入されたことがあった。また、ロイヤルランブルの際、挑戦権以外にもアジャコングとデートができる権利、那須川天心によるケツキックを受ける権利、キング・オブ・ダーク王座の挑戦権がいつでもどこでも挑戦権に紛れて入っているケースもある。
2013年3月20日から「いつでもどこでも挑戦権」のリニューアルが図られて、DDTプロレスリング内外における試合で敗北した際、挑戦権移動が起こる仕組みが導入されている。例えば、挑戦権を持つA選手が新日本プロレスに参戦してB選手とのタッグで同団体所属C・D選手と対戦、AがCからフォールを奪われた場合、AからCに挑戦権が移動して、団体内で移動が繰り返される可能性もある。また、男女混合試合で女子選手が挑戦権を得るケースもありうる。3月24日、エル・パーク仙台ギャラリーホール大会での高木三四郎&大鷲透 vs KUDO&ヤス・ウラノ戦でヤスが高木をフォールして初めて移動。5月11日、プロレスリング我闘雲舞市ヶ谷アイスボックス大会でさくらえみがDJニラに勝利して団体外かつ女子として初めて獲得。その後、帯広さやかを経て6月2日の新木場1stRING大会で平田一喜が奪取して一度は取り戻したが、6月15日の大日本プロレス横浜にぎわい座大会で岡林裕二に再び流出して、そのまま行使されてしまった。
1人の選手が複数の挑戦権を獲得する場合も考えられるが、この場合はフォールされても移動するのは1つのみである。なお、2014年にアントーニオ本多、2018年にヒラティモ・ドラゴンが「いつでもどこでも挑戦権」を2つ獲得している。しかしいずれも行使する前に敗れて移動している。「いつでもどこでも挑戦権」を2つ以上戴冠していたのは佐々木大輔のみである。佐々木は2015年に合計で5つの挑戦権がすべて揃うとギャルのアレが手に入ると思い込んでいたが、5月24日の札幌テイセンホール大会で保持していた挑戦権がすべて移動してしまった。なお、佐々木は2016年4月24日の後楽園ホール大会で、メインのKO-D無差別級王座戦を終えたばかりのHARASHIMAに対して、いつでもどこでも挑戦権を行使。変形クロスフェイス・ロックで絞め落とし、同王座を初戴冠している。
その時点のチャンピオンが挑戦権を獲得することも可能。2015年に王者のKUDOが獲得して、ゼネラルマネージャーから「有効期限内に王座から転落せず、挑戦権も守った場合はその挑戦権が無効になる」とアナウンスされた。また、挑戦権の譲渡も可能で、2018年にスーパー・ササダンゴ・マシンが男色ディーノにお中元代わりに譲渡して、ディーノは挑戦権を即日使用し入江茂弘を破り無差別級王座を戴冠している。
2015年6月には王者KUDOに対してヤス・ウラノが挑戦権を行使して選手権試合を行っている最中に同じく挑戦権を保持している大家健が乱入し、3WAYマッチにすることを要求し、認められた。この際KUDOもチャンピオンながら挑戦権を有しており、全員が挑戦権保持者による3WAYマッチになった。試合は大家がウラノを倒して王者になったが、直接負けなかったため王座からは陥落したが挑戦権は引き続き保有していたKUDOがすぐさま挑戦権を行使、大家を倒して再奪還した。
2019年以降は日時を指定しての予約形式による行使が禁止され、挑戦権の行使宣言と共に即試合が組まれるルールとなった。2020年には予定されていたさいたまスーパーアリーナ大会のメインイベントで無差別級に挑戦できる「さいたまスーパーアリーナ・KO-D無差別級王座挑戦剣」が設定され、こちらも挑戦権の対象となった。
2022年8月14日、約2年ぶりにNFTデータという形で復活。
2024年8月2日の復活にあたっては、KO-D無差別級王座だけでなく、DDT EXTREME級王座及びDDT UNIVERSAL王座も挑戦対象に加えられ、5枚配られた挑戦権のうち、実際に9月8日の名古屋大会にて飯野雄貴がUNIVERSAL王者のMAOに対して行使し王座奪取に成功、10月20日の後楽園ホール大会にて同様にMAOが飯野のUNIVERSAL王座に行使し奪還しているほか、9月16日の札幌大会では須見和馬がEXTREME王者の勝俣瞬馬に対して行使している。

## 歴代王者
| 歴代   | 選手                 | 戴冠回数 | 防衛回数 | 獲得日付       | 獲得場所 （対戦相手・その他）                |
| ------ | -------------------- | -------- | -------- | -------------- | -------------------------------------------- |
| 初代   | 折原昌夫             | 1        | 0        | 2000年4月19日  | 北沢タウンホール 高木三四郎                  |
| 第2代  | 木村浩一郎           | 1        | 1        | 2000年7月26日  | 北沢タウンホール                             |
| 第3代  | ポイズン澤田JULIE    | 1        | 1        | 2000年10月11日 | 北沢タウンホール                             |
| 第4代  | 高木三四郎           | 1        | 2        | 2000年12月14日 | 後楽園ゆうえんちジオポリス                   |
| 第5代  | エキサイティング吉田 | 1        | 2        | 2001年3月28日  | 北沢タウンホール                             |
| 第6代  | NOSAWA               | 1        | 0        | 2001年6月29日  | 後楽園ゆうえんちジオポリス                   |
| 第7代  | スーパー宇宙パワー   | 1        | 1        | 2001年11月30日 | 北沢タウンホール                             |
| 第8代  | MIKAMI               | 1        | 0        | 2002年1月26日  | 北沢タウンホール                             |
| 第9代  | スーパー宇宙パワー   | 2        | 0        | 2002年2月6日   | Club atom                                    |
| 第10代 | 高木三四郎           | 2        | 0        | 2002年5月3日   | 後楽園ホール                                 |
| 第11代 | 金村キンタロー       | 1        | 1        | 2002年5月31日  | 後楽園ゆうえんちジオポリス                   |
| 第12代 | 高木三四郎           | 3        | 0        | 2002年9月7日   | ららぽーと船橋WEST屋上                       |
| 第13代 | GENTARO              | 1        | 0        | 2002年11月29日 | 後楽園ゆうえんちジオポリス                   |
| 第14代 | MIKAMI               | 2        | 2        | 2002年12月22日 | 後楽園ホール                                 |
| 第15代 | 佐々木貴             | 1        | 2        | 2003年7月17日  | 後楽園ホール                                 |
| 第16代 | 一宮章一             | 1        | 0        | 2003年10月26日 | スタジオドリームメーカー                     |
| 第17代 | ポイズン澤田JULIE    | 2        | 4        | 2004年2月11日  | 横浜赤レンガ倉庫                             |
| 第18代 | MIKAMI               | 3        | 1        | 2004年11月2日  | 後楽園ホール                                 |
| 第19代 | ディック東郷         | 1        | 2        | 2005年1月30日  | 後楽園ホール                                 |
| 第20代 | 高木三四郎           | 4        | 1        | 2005年5月4日   | 後楽園ホール                                 |
| 第21代 | 男色ディーノ         | 1        | 1        | 2005年10月23日 | 後楽園ホール                                 |
| 第22代 | 大鷲透               | 1        | 2        | 2006年4月2日   | 後楽園ホール                                 |
| 第23代 | HARASHIMA            | 1        | 3        | 2006年12月29日 | 後楽園ホール                                 |
| 第24代 | Koo                  | 1        | 2        | 2007年6月3日   | 後楽園ホール                                 |
| 第25代 | HARASHIMA            | 2        | 2        | 2007年10月21日 | 後楽園ホール                                 |
| 第26代 | ディック東郷         | 2        | 2        | 2008年5月6日   | 後楽園ホール                                 |
| 第27代 | 高木三四郎           | 5        | 5        | 2008年9月28日  | 後楽園ホール                                 |
| 第28代 | HARASHIMA            | 3        | 2        | 2009年5月4日   | 後楽園ホール                                 |
| 第29代 | 飯伏幸太             | 1        | 2        | 2009年8月23日  | 両国国技館                                   |
| 第30代 | 石川修司             | 2        | 4        | 2009年11月29日 | 後楽園ホール                                 |
| 第31代 | 関本大介             | 1        | 4        | 2010年2月28日  | 新木場1stRING                                |
| 第32代 | HARASHIMA            | 4        | 2        | 2010年7月25日  | 両国国技館                                   |
| 第33代 | 佐藤光留             | 1        | 0        | 2010年11月14日 | 大阪府立体育会館第2競技場                    |
| 第34代 | ディック東郷         | 3        | 0        | 2010年11月28日 | 後楽園ホール 返上                            |
| 暫定   | アントーニオ本多     |          |          | 2010年12月26日 | 後楽園ホール GENTARO                         |
| 第35代 | ディック東郷         | 4        | 2        | 2011年1月30日  | 後楽園ホール                                 |
| 第36代 | 石川修司             | 3        | 2        | 2011年5月4日   | 後楽園ホール                                 |
| 第37代 | KUDO                 | 1        | 5        | 2011年7月24日  | 両国国技館                                   |
| 第38代 | 男色ディーノ         | 2        | 2        | 2012年1月29日  | 後楽園ホール                                 |
| 第39代 | 高木三四郎           | 6        | 0        | 2012年4月1日   | 後楽園ホール                                 |
| 第40代 | マサ高梨             | 1        | 0        | 2012年4月1日   | 後楽園ホール                                 |
| 第41代 | 火野裕士             | 1        | 1        | 2012年5月4日   | 後楽園ホール                                 |
| 第42代 | 飯伏幸太             | 2        | 2        | 2012年6月24日  | 後楽園ホール                                 |
| 第43代 | エル・ジェネリコ     | 1        | 2        | 2012年9月30日  | 後楽園ホール                                 |
| 第44代 | ケニー・オメガ       | 1        | 3        | 2012年12月23日 | 後楽園ホール                                 |
| 第45代 | 入江茂弘             | 1        | 8        | 2013年3月20日  | 後楽園ホール                                 |
| 第46代 | HARASHIMA            | 5        | 6        | 2013年8月18日  | 両国国技館                                   |
| 第47代 | KUDO                 | 2        | 2        | 2014年3月21日  | 後楽園ホール                                 |
| 第48代 | HARASHIMA            | 6        | 7        | 2014年5月25日  | 名古屋国際会議場イベントホール               |
| 第49代 | 飯伏幸太             | 3        | 1        | 2015年2月15日  | さいたまスーパーアリーナコミュニティアリーナ |
| 第50代 | HARASHIMA            | 7        | 1        | 2015年4月29日  | 後楽園ホール                                 |
| 第51代 | KUDO                 | 3        | 0        | 2015年5月31日  | 後楽園ホール                                 |
| 第52代 | 大家健               | 1        | 0        | 2015年6月28日  | 後楽園ホール                                 |
| 第53代 | KUDO                 | 4        | 0        | 2015年6月28日  | 後楽園ホール                                 |
| 第54代 | 坂口征夫             | 1        | 2        | 2015年8月23日  | 両国国技館                                   |
| 第55代 | 木高イサミ           | 1        | 3        | 2015年11月28日 | 大阪府立体育会館                             |
| 第56代 | HARASHIMA            | 8        | 2        | 2016年3月21日  | 両国国技館                                   |
| 第57代 | 佐々木大輔           | 1        | 1        | 2016年4月24日  | 後楽園ホール                                 |
| 第58代 | 竹下幸之介           | 1        | 3        | 2016年5月29日  | 後楽園ホール                                 |
| 第59代 | 石川修司             | 4        | 2        | 2016年8月28日  | 両国国技館                                   |
| 第60代 | HARASHIMA            | 9        | 3        | 2016年12月4日  | 大阪府立体育会館                             |
| 第61代 | 竹下幸之介           | 2        | 11       | 2017年3月20日  | さいたまスーパーアリーナ                     |
| 第62代 | 入江茂弘             | 2        | 4        | 2018年4月29日  | 後楽園ホール                                 |
| 第63代 | サミ・キャラハン     | 1        | 0        | 2018年8月1日   | オハイオ州デイトン                           |
| 第64代 | 入江茂弘             | 3        | 0        | 2018年8月8日   | オハイオ州デイトン                           |
| 第65代 | 男色ディーノ         | 3        | 0        | 2018年8月14日  | 新木場1stRING                                |
| 第66代 | 里村明衣子           | 1        | 0        | 2018年8月28日  | 新木場1stRING                                |
| 第67代 | 男色ディーノ         | 4        | 0        | 2018年9月23日  | 後楽園ホール                                 |
| 第68代 | 佐々木大輔           | 2        | 1        | 2018年10月21日 | 両国国技館                                   |
| 第69代 | 竹下幸之介           | 3        | 1        | 2019年2月17日  | 両国国技館                                   |
| 第70代 | 佐々木大輔           | 3        | 0        | 2019年4月4日   | ニューヨーク州クイーンズ                     |
| 第71代 | 遠藤哲哉             | 1        | 4        | 2019年4月4日   | ニューヨーク州クイーンズ                     |
| 第72代 | 竹下幸之介           | 4        | 2        | 2019年7月15日  | 大田区総合体育館                             |
| 第73代 | HARASHIMA            | 10       | 1        | 2019年11月3日  | 両国国技館                                   |
| 第74代 | 田中将斗             | 1        | 4        | 2020年1月26日  | 後楽園ホール                                 |
| 第75代 | 遠藤哲哉             | 2        | 3        | 2020年6月7日   | DDT TV SHOWスタジオ                          |
| 第76代 | 秋山準               | 1        | 3        | 2021年2月14日  | カルッツかわさき                             |
| 第77代 | 竹下幸之介           | 5        | 2        | 2021年8月21日  | 川崎富士見球技場                             |
| 第78代 | 遠藤哲哉             | 3        | 1        | 2022年3月20日  | 両国国技館 返上                              |
| 第79代 | 樋口和貞             | 1        | 4        | 2022年7月3日   | 後楽園ホール 吉村直巳                        |
| 第80代 | 火野裕士             | 2        | 2        | 2023年1月29日  | 後楽園ホール                                 |
| 第81代 | クリス・ブルックス   | 1        | 2        | 2023年7月23日  | 両国国技館                                   |
| 第82代 | 上野勇希             | 1        | 7        | 2023年11月12日 | 両国国技館                                   |
| 第83代 | 青木真也             | 1        | 3        | 2024年8月25日  | 後楽園ホール                                 |
| 第84代 | クリス・ブルックス   | 2        | 4        | 2024年11月4日  | 墨田区総合体育館                             |
| 第85代 | 樋口和貞             | 2        | 1        | 2025年6月29日  | 後楽園ホール                                 |

## 主な記録
- 最長保持期間 : 405日 - 竹下幸之介（第61代）
- 最多戴冠回数 : 10回 - HARASHIMA（第23、25、28、32、46、48、50、56、60、73代）
- 最多連続防衛回数 : 11回 - 竹下幸之介（第61代）
- 最多通算防衛回数 : 27回 - HARASHIMA
- 最年少戴冠記録 : 21歳0ヶ月 - 竹下幸之介（第58代）
- 最年長戴冠記録 : 51歳4ヶ月 - 秋山準（第76代）